# Marco Damilano
Marco Damilano (Roma, 25 ottobre 1968) è un giornalista, saggista, conduttore televisivo e opinionista italiano, direttore de L'Espresso dal 25 ottobre 2017 al 4 marzo 2022.
Dal 29 agosto 2022 conduce la striscia di informazione su Rai 3, Il cavallo e la torre.

## Biografia
Figlio di padre piemontese e madre irpina, allievo dello storico Pietro Scoppola, dopo essersi diplomato al liceo classico, aderisce nel 1991 al movimento La Rete. Si laurea in storia contemporanea presso la facoltà di scienze politiche dell'Università "La Sapienza" di Roma con una tesi su televisione italiana e politica negli anni cinquanta e sessanta del Novecento; ha successivamente conseguito un dottorato di ricerca in storia dell'Italia contemporanea presso l'Università degli Studi Roma Tre. Attualmente è docente a contratto di comunicazione politica presso l'Università degli studi di Roma Tor Vergata e  di scienza dell'opinione pubblica all'Università degli studi di Napoli Federico II.
Nel suo saggio Un atomo di verità, relativo al caso Aldo Moro e le conseguenze politiche italiane, descrive che da bambino era solito recarsi alla scuola elementare (la Montessori di Monte Mario) in uno scuolabus che percorreva via Fani, ed anche il 16 marzo 1978, all'età di nove anni, il pullmino passò di lì alle 9 meno un quarto, mentre i terroristi erano già in attesa dietro una siepe pronti per l'agguato di via Fani.

### Carriera giornalistica
Ha intrapreso la professione giornalistica nel 1995 come redattore di Segno 7, settimanale dell'Azione Cattolica; lascia il giornale nel 2000 assieme al direttore Piero Pisarra in polemica con i vertici dell'Azione Cattolica.
Ha collaborato con Diario e Sette, magazine del Corriere della Sera. Dal 2001 è stato parlamentarista e cronista politico de l'Espresso, di cui diventa prima vicedirettore nel 2015 e poi direttore il 25 ottobre 2017. Si dimette dall'incarico il 4 marzo 2022, in polemica con l'intenzione del gruppo GEDI di vendere il settimanale.
Dal 27 giugno 2022 collabora con il quotidiano Domani, come editorialista.

### Televisione
Era ospite fisso della trasmissione Gazebo, andata in onda su Rai 3, e dal 2017 al 2022 lo è stato della trasmissione Propaganda Live, entrambe condotte da Diego Bianchi (in arte Zoro) in onda su LA7. È stato anche tra i principali opinionisti della Maratona Mentana e di Dimartedì. Nell'aprile 2022 è stato ingaggiato dalla Rai per condurre una striscia quotidiana di informazione in onda su Rai 3 dal titolo Il cavallo e la torre, a partire dal 29 agosto. Nel febbraio 2025 racconta su RaiPlay La notte di Cutro, cinque puntate brevi che ripercorrono la strage che ha visto morire 94 migranti due anni prima che stavano sbarcando in Calabria.

## Cinema
È coautore del soggetto e della sceneggiatura del film Piovono mucche, che racconta in chiave umoristica la vita di un gruppo di obiettori di coscienza in una comunità di disabili, insignito del premio Solinas 1996 come miglior soggetto e migliore sceneggiatura.

## Opere
- Il partito di Dio: la nuova galassia dei cattolici italiani, Torino, Einaudi, 2006, ISBN 88-06-18383-4.
- Democristiani immaginari: tutto quello che c'è da sapere sulla Balena bianca, con prefazione di Giampaolo Pansa, Firenze, Vallecchi, 2006, ISBN 88-8427-113-4.[11]
- con Mariagrazia Gerina e Fabio Martini, Veltroni il piccolo principe, Milano, Sperling & Kupfer, 2007, ISBN 978-88-200-4432-9.
- Lost in PD, Milano, Sperling & Kupfer, 2009, ISBN 978-88-200-4608-8.
- Eutanasia di un potere: storia politica d'Italia da tangentopoli alla Seconda Repubblica, Laterza, 2012, ISBN 978-88-420-9822-5.
- Chi ha sbagliato più forte: le vittorie, le cadute, i duelli dall'Ulivo al PD, Laterza, 2013, ISBN 978-88-581-0938-0.
- La Repubblica del selfie: dalla meglio gioventù a Matteo Renzi, Milano, Rizzoli, 2015, ISBN 978-88-17-07900-6.
- Processo al Nuovo, Milano, Laterza, 2017, ISBN 978-88-581-2742-1.
- Un atomo di verità: Aldo Moro e la fine della politica in Italia, Feltrinelli, 2018, ISBN 978-88-07-07047-1.
- Il Presidente, La nave di Teseo, 2021, ISBN 978-88-34-60642-1.
- La mia piccola patria. Storia corale di un Paese che esiste, RIzzoli, 2023, ISBN 978-8817183758.